# مازيراتي كوبيه
مازيراتي كوبيه (بالإنجليزية: Maserati Coupé)‏هي سيارة سياحية كبرى تم انتاجها من قبل شركة مازيراتي .